# ISO 3166-2:TZ
ISO 3166-2:TZ es la entrada para Tanzania en ISO 3166-2, parte de los códigos de normalización ISO 3166 publicados por la Organización Internacional de Normalización (ISO), que define los códigos para los nombres de las principales subdivisiones (p.ej., provincias o estados) de todos los países codificados en ISO 3166-1.
En la actualidad, para Tanzania los códigos ISO 3166-2 se definen en 31 regiones (mkoa).
Cada código consta de dos partes, separadas por un guion. La primera parte es TZ, el código para Tanzania de la ISO 3166-1 alfa-2. La segunda parte tiene dos cifras:
- 01–25: regiones anteriores a los primeros años 2000
- 26: región creada en 2002
- 27-30: regiones creadas en 2012
- 31: región creada en 2016

## Códigos actuales
Los nombres de las subdivisiones se ordenan según el estándar ISO 3166-2 publicado por la Agencia de Mantenimiento ISO 3166 (ISO 3166/MA).
Los códigos ISO 639-1 se usan para representar los nombres de las subdivisiones en los siguientes idiomas oficiales:
- (sw): Suajili
- (en): Inglés

Pulsa sobre el botón en la cabecera para ordenar cada columna.
| Código | Nombre de la subdivisión (en) | Nombre de la subdivisión (sw) | Nombre de la subdivisión (es) |
| ------ | ----------------------------- | ----------------------------- | ----------------------------- |
| TZ-01  | Arusha                        | Arusha                        | Arusha                        |
| TZ-02  | Dar es Salaam                 | Dar es Salaam                 | Dar es Salaam                 |
| TZ-03  | Dodoma                        | Dodoma                        | Dodoma                        |
| TZ-04  | Iringa                        | Iringa                        | Iringa                        |
| TZ-05  | Kagera                        | Kagera                        | Kagera                        |
| TZ-06  | Pemba North                   | Kaskazini Pemba               | Pemba Norte                   |
| TZ-07  | Zanzibar North                | Kaskazini Unguja              | Zanzíbar Norte                |
| TZ-08  | Kigoma                        | Kigoma                        | Kigoma                        |
| TZ-09  | Kilimanjaro                   | Kilimanjaro                   | Kilimanjaro                   |
| TZ-10  | Pemba South                   | Kusini Pemba                  | Pemba Sur                     |
| TZ-11  | Zanzibar South                | Kusini Unguja                 | Zanzíbar Sur                  |
| TZ-12  | Lindi                         | Lindi                         | Lindi                         |
| TZ-13  | Mara                          | Mara                          | Mara                          |
| TZ-14  | Mbeya                         | Mbeya                         | Mbeya                         |
| TZ-15  | Zanzibar West                 | Mjini Magharibi               | Zanzíbar Ciudad/Oeste         |
| TZ-16  | Morogoro                      | Morogoro                      | Morogoro                      |
| TZ-17  | Mtwara                        | Mtwara                        | Mtwara                        |
| TZ-18  | Mwanza                        | Mwanza                        | Mwanza                        |
| TZ-19  | Coast                         | Pwani                         | Pwani                         |
| TZ-20  | Rukwa                         | Rukwa                         | Rukwa                         |
| TZ-21  | Ruvuma                        | Ruvuma                        | Ruvuma                        |
| TZ-22  | Shinyanga                     | Shinyanga                     | Shinyanga                     |
| TZ-23  | Singida                       | Singida                       | Singida                       |
| TZ-24  | Tabora                        | Tabora                        | Tabora                        |
| TZ-25  | Tanga                         | Tanga                         | Tanga                         |
| TZ-26* | Manyara                       | Manyara                       | Manyara                       |
| TZ-27* | Geita                         | Geita                         | Geita                         |
| TZ-28* | Katavi                        | Katavi                        | Katavi                        |
| TZ-29* | Njombe                        | Njombe                        | Njombe                        |
| TZ-30* | Simiyu                        | Simiyu                        | Simiyu                        |
| TZ-31  | Songwe                        | Songwe                        | Songwe                        |

## Cambios
Los siguientes cambios de entradas han sido anunciados en los boletines de noticias emitidos por el ISO 3166/MA desde la primera publicación del ISO 3166-2 en 1998, cesando esta actividad informativa en 2013.
| Informe                       | Fecha de emisión | Descripción del cambio reportado                                                                 | Cambio de código o subdivisión                                                                 |
| ----------------------------- | ---------------- | ------------------------------------------------------------------------------------------------ | ---------------------------------------------------------------------------------------------- |
| Newsletter I-5                | 5/9/2003         | Se añade una nueva región. Corrección ortográfica. Actualizadas las fuentes de lista y de código | Subdivisión añadida: TZ-26 Manyara (sw)                                                        |
| Plataforma en línea de la ISO | 3/11/2014        | Se añaden 4 regiones: de TZ-27 a TZ-30; se actualiza la fuente de la lista                       | Subdivisiones añadidas: TZ-27 Geita (sw) TZ-28 Katavi (sw) TZ-29 Njombe (sw) TZ-30 Simiyu (sw) |
| Plataforma en línea de la ISO | 26/11/2018       | Se añade la región TZ-31; se actualiza la fuente de la lista                                     | Subdivisión añadida: TZ-31 Songwe (sw), Songwe (en)                                            |
| Plataforma en línea de la ISO | 14/2/2019        | Modificación de las abreviaturas en minúsculas en inglés y francés                               |                                                                                                |